# Княз Борис I (улица в София)
„Княз Борис I“ е централна улица в София, която преминава през голяма част от центъра на града. Със своята дължина от 2,9 km, тя е считана за една от най-дългите улици в столицата, след ул. „Цар Симеон“.
Простира се между бул. „Пенчо Славейков“ на юг и ул. „Струга“ на север в близост до бул. „Княгиня Мария Луиза“ в района на Централна гара София.

## Обекти
На ул. „Княз Борис I“ или в нейния район се намират следните обекти (от юг на север):
- СБАЛ „Св. Екатерина“ – университетска болница
- 87 ЦДГ „Буката“
- 20 ОУ „Т. Минков“
- Храм „Св. Георги Победоносец“
- Съюз на глухите в България
- МВР – Дирекция МТОСО
- Министерство на земеделието
- Католическа църква „Св. Йосиф“
- Румънска църква
- 13 СОУ „Св. св. Кирил и Методий“
- Женски пазар
- 2-ро РПУ